# 光柱铁线莲
光柱铁线莲（学名：Clematis longistyla）为毛茛科铁线莲属下的一个种。

## 扩展阅读
- 維基物種上的相關：光柱铁线莲